# Breakin' Grounds
『Breakin' Grounds』は、クルーズ株式会社によって開発・運営されている、スマートフォン向けのストラテジーゲームである。

## 概要
『Breakin’ Grounds』は、プレイヤーが自身の王国、浮遊する島を拡大させていくスマートフォン向けのストラテジーゲームである。
主な特徴として、敵の島に兵士を送り込み建物を壊すという従来のストラテジーゲームとは別に、島の地面を少しずつ切り落して島から資源を回収するといったパズル要素が挙げられる。オンライン要素として他のプレイヤーの島を攻撃して資源を奪うことができるが、ゲーム内に用意されているステージで一人で遊ぶこともできるようになっている。プレイヤーは自国の資源を守るため、防衛施設を建てるだけではなく、島を切り落とされないよう島の形を変更したり、大きさを拡張することができる。
2014年8月12日にスウェーデンで先行配信、2015年2月4日に世界配信が開始された。

## ストーリー・設定
世界の大地は荒廃してしまい人は浮遊島に移り住み、プレイヤーはそのうちの一つの島の国王となる。
プレイヤーの島はある日突然、空賊に目をつけられてしまい、攻撃により島の一部を切り落とされ、国宝の飛行石が奪われてしまう。プレイヤーは反撃を試みるが、結局空賊に飛行石を持ち逃げされてしまい、国宝を取り戻すため『飛行石のかけら』を獲得して自身の島を上昇させ、空賊を追いかける旅に出る。